# Luc Marquet
Luc Marquet (Lione, 15 aprile 1970) è un allenatore di pallavolo ed ex pallavolista francese.

## Carriera

### Giocatore

#### Club
Ha militato dal 1989 al 1997 nell'Arago de Sète Volley-Ball nella Ligue A francese.
Nel 1997 si trasferisce alla Gallo Prefabbricati Gioia del Colle con cui gioca tre stagioni, tutte in Serie A2.
Nel 2000 si trasferisce alla Lube Macerata con cui gioca una stagione in Serie A1, vincendo una Coppa Italia e una Coppa CEV.
Nel 2001 torna in Francia dove gioca una stagione nel Tours Volley-Ball militante nella Ligue A.
Torna in Italia nel 2002 ingaggiato dalla Edilbasso&Partners Padova dove gioca una stagione in serie A1, classificandosi all'undicesimo posto.
Tornato definitivamente in Francia, ha giocato tre stagioni nello Stade Poitevin, una con l'Arago de Sète Volley-Ball e una con l'Alès dove ha terminato la carriera da giocatore nel 2008.

#### Nazionale
Con la maglia della nazionale francese ha collezionato 325 presenze vincendo la medaglia di bronzo ai mondiali di Argentina 2002 e la medaglia d'argento agli europei di Germania 2003.

### Allenatore
A partire dal 2008 ha allenato l'Alès militante nella Ligue B francese.

## Palmarès

### Club
- Coppa Italia: 1

Lube: 2000-01
- Coppa CEV: 1

Lube: 2000-01

### Nazionale
- Mondiali di pallavolo maschile:

 2002
- Europei di pallavolo maschile:

 2003